# 538 (numero)
Cinquecentotrentotto (538) è il numero naturale dopo il 537 e prima del 539.

## Proprietà matematiche
- È un numero pari.
- È un numero composto con 4 divisori: 1, 2, 269, 538. Poiché la somma dei suoi divisori (escluso il numero stesso) è 272 < 538, è un numero difettivo.
- È un numero semiprimo.
- È un numero omirpimes.
- È un numero nontotiente (per cui la equazione φ(x) = n non ha soluzione).
- È un numero malvagio.
- È un numero intero privo di quadrati.
- È parte delle terne pitagoriche (138, 520, 538), (538, 72360, 72362).

## Astronomia
- 538 Friederike è un asteroide della fascia principale del sistema solare.
- NGC 538 è una galassia spirale della costellazione della Balena.

## Astronautica
- Cosmos 538 è un satellite artificiale russo..